# Frank Ocean
Frank Ocean (nascut com a Christopher Edwin Breaux; Nova Orleans, Louisiana, 28 d'octubre de 1987) és un cantant i compositor de cançons, raper, fotògraf i productor musical estatunidenc, considerat per amplis mitjans musicals com un dels millors artistes de la Dècada del 2010. Ocean es va embarcar en la seva carrera musical com a negre literari per a diversos artistes prominents, incloent John Legend, Justin Bieber i Brandy. El 2010, es va convertir en membre del col·lectiu de hip-hop alternatiu Odd Future. Ocean posteriorment va llançar el seu primer mixtape –una recopilació de cançons–, Nostàlgia, Ultra, que rebria el reconeixement unànime de la crítica. Els senzills "Novacane" i "Swim Good" van ser èxits en les llistes. El 2012, Ocean va acabar en segon lloc en l'enquesta de Sound of 2012, de la BBC.
El seu àlbum debut, Channel Orange, va ser llançat al juliol de 2012, rebent crítiques molt positives per part de la crítica professional, i va ser promocionat per tres senzills: "Thinkin Bout You", "Pyramids" i "Sweet Life". En 2016, Ocean va publicar l'àlbum visual Endless i el seu segon àlbum d'estudi Blonde després de diversos anys de retards; va ser molt aclamat per la crítica i va ser número u a les llistes dels Estats Units i el Regne Unit.

## Primers anys[7]
Ocean va néixer amb el nom de Christopher Edwin Breaux el 28 d'octubre de 1987, a Long Beach, Califòrnia. Quan tenia uns cinc anys, ell i la seva família van anar a viure a Nova Orleans, Louisiana. Va créixer sota la influència del jazz local i escoltant els CDs de la seva mare, incloent àlbums de Céline Dion, Anita Baker, o la banda sonora d'El fantasma de l'Òpera. De jove, va fer feines pel barri i es guardava els diners que aconseguia per llogar hores en l'estudi. Més tard, es va inscriure a la Universitat de Nova Orleans i es va traslladar a la seva residència el 2005. Poc després d'inscriure's a la universitat, l'Huracà Katrina va sacsejar Nova Orleans i es va traslladar a la Universitat de Louisiana en Lafayette.

## Carrera musical

### 2005-11: Inicis a Los Angeles i mixtape
En 2005, l'huracà Katrina va copejar la ciutat natal de Ocean, Nova Orleans, i l'estudi d'enregistrament en el qual ell gravava la seva música va ser destruït, inundat per l'aigua i el saqueig. Per continuar amb l'enregistrament de música, es va traslladar a Los Angeles en principi per romandre només sis setmanes, però va decidir quedar-se més temps i desenvolupar la seva carrera musical després d'establir contacte amb persones relacionades amb la indústria del musical. Va gravar algunes maquetes en l'estudi d'un amic. Després d'aconseguir un contracte per compondre, Ocean va començar a treballar amb altres productors de discos i va escriure cançons per a artistes com Justin Bieber, John Legend, Brandy, i Beyoncé. També va treballar amb artistes com Nas i Pharrell Williams. Més tard, Ocean es va unir al col·lectiu de hip-hop de Los Angeles Odd Future, els qui va conèixer en 2009. La seva amistat amb el membre de Odd Future, Tyler, The Creator, va revitalitzar la composició de Ocean. A finals del 2009, es va trobar amb el compositor i productor musical Tricky Stewart, qui li va ajudar a signar un contracte amb Def Jam Recordings com a artista en solitari.
El 18 de febrer de 2011, Ocean va llançar el seu primer mixtape, Nostàlgia, Ultra, que va aconseguir gran èxit per part de la crítica professional. El mixtape es va centrar en les relacions interpersonals, la reflexió personal i el comentari social. Andrew Noz de NPR va comentar sobre l'escriptura de Ocean': "llest i subtil... separant-se de la resta" A l'abril de 2011, Ocean va declarar que la seva relació amb Def Jam es va enfortir des del llançament del seu mixtape. La mixtape va fer a Ocean àmpliament conegut i li va portar a col·laborar amb rapers com Jay-Z i Kanye West. La seva primera actuació va ser en col·laboració amb Odd Future, en el Coachella Valley Music and Arts Festival de 2011, on més tard es va unir a ells per a la seva primera gira per la costa est dels Estats Units. El 19 de maig, Def Jam va anunciar els seus plans per tornar a llançar Nostàlgia, Ultra com un EP. El single 'Novacane' va ser llançat per iTunes al maig de 2011 i el EP, que originalment es va fixar per ser llançat el proper mes, es va retardar.
El juny de 2011, Ocean va revelar que anava a treballar en el proper àlbum de col·laboració de Kanye West i Jay-Z, Watch The Throne. Ocean co-va escriure i va participar en dues pistes de l'àlbum: "No Church in the Wild" i "Made in Amèrica". El 28 de juliol de 2011, una cançó titulada "Thinkin Bout You", es va filtrar en Internet. Més tard es va revelar que la cançó era una pista de referència, escrita per Ocean, per a l'àlbum debut de Bridget Kelly. Kelly va canviar el nom la cançó 'Thinking About Forever'. Al setembre de 2011, un vídeo musical dirigit per High5Collective per a la versió de Ocean va ser llançat. L'agost de 2011, Frank Ocean va fer la seva primera aparició en la portada de la publicació The FADER, en la seva setantena cinquena edició.

### 2012–14:Channel ORANGE
Ocean va publicar l'art de coberta del que seria el primer senzill del seu àlbum debut: "Thinkin Bout You". Es va revelar que la cançó seria llançada a plataformes digitals el 10 d'abril de 2012. No obstant això, un mes abans, una versió remasterizada de la cançó es va filtrar.
En 2012, Ocean va llançar el seu primer àlbum d'estudi Channel Orange, que va rebre crítiques molt positives dels crítics. L'àlbum li va atorgar a Ocean sis nominacions als premis Grammy i va ser acreditat per alguns compositors com una proposta de R&B diferent i difícil. Considerat com el primer llançament comercial del Ocean, Channel Orange compta amb cançons no convencionals que es destaquen per la seva narració i el comentari social, i una fusió musical densa que es basa en hip-hop, soul i R&B. Les cançons sobre l'amor no correspost, en particular, van rebre la major atenció, en part per l'anunci de Ocean abans del llançament de l'àlbum, quan va confessar que el seu primer amor va ser un home, revelant la seva bisexualitat. L'anunci va ser notícia a nivell mundial, i alguns crítics van comparar el seu impacte cultural al de David Bowie quan va revelar que era bisexual en 1972.
Channel Orange va debutar número dos en Billboard 200 i va vendre un total de 131.000 còpies en la seva primera setmana. La majoria de les seves vendes en la primera setmana eren còpies digitals d'iTunes, mentre que aproximadament 3.000 de les vendes eren còpies físiques. El 30 de gener, Channel Orange va ser certificat or per l'Associació d'Indústria Discogràfica dels Estats Units (RIAA). Al setembre de 2014, segons Nielsen SoundScan, es van vendre un total de 621.000 còpies.

### 2015-present:EndlessiBlonde
Al febrer de 2013, Ocean va confirmar que havia començat a treballar en el seu segon àlbum d'estudi, revelant que seria un altre àlbum conceptual. També va confirmar que estava treballant amb Tyler, The Creator, Pharrell Williams, i Danger Mouse. Més tard va declarar que l'àlbum estava sent influenciat per The Beach Boys i The Beatles.
El 10 de març de 2014, es va llançar la cançó "Hero" per a la seva descàrrega gratuïta en SoundCloud. La cançó és una col·laboració amb Mick Jones, Paul Simonon i Diplo.
A l'abril de 2014, Ocean va declarar que el seu segon àlbum estava acabat. Al juny, Billboard va informar que el cantant estava treballant amb una sèrie d'artistes, entre ells Feliç Pérez (qui va treballar en Nostàlgia, ULTRA), Charlie Gambetta i Kevin Ristro, Hit-Boy, Rodney Jerkins i Danger Mouse. El 29 de novembre de 2014, Ocean va donar a conèixer un fragment d'una nova cançó anomenat "Memrise" a la seva pàgina oficial de Tumblr. El 6 d'abril de 2015, Ocean va anunciar que la segona part de Channel ORANGE seria llançat al juliol, sense donar més detalls. L'àlbum finalment no va ser llançat al juliol i no es va donar cap explicació. Es rumorea que el segon àlbum d'estudi es dirà Boys Don't Cry. Al febrer de 2016, Ocean va ser artista convidat en l'àlbum de Kanye West, The Life of Pablo, en la cançó "Wolves". Un mes més tard, la cançó va ser reeditada per West, i la part de Ocean es va separar i es va enumerar en la llista de cançons com "Frank's Track."
Al juliol de 2016, es va fer al·lusió a un possible segon disc amb una imatge a la seva pàgina web que apunta a juliol com a data de llançament. La imatge mostra una targeta de la biblioteca etiquetada Boys Don't Cry amb nombrosos segells, implicant diverses dates de llançament. Les dates comencen amb el 2 de juliol de 2015 i conclouen amb juliol de 2016. El germà de Frank, Ryan Breaux, va suggerir, a més, aquest llançament amb una foto de Instagram amb la mateixa foto targeta de la biblioteca en la qual posa "Boys Don't Cry #JULY2016". L'1 d'agost de 2016, un video en viu presentat per Apple Music mostrant una sala buida es va engegar en el lloc web boysdontcry.co. El lloc web també va incloure un gràfic nou de "boysdontcry". El vídeo va marcar la primera actualització en el lloc web des de l'anunci de juliol.
L'1 d'agost de 2016, aproximadament a les 3 del matí, un directe sense fi gravada amb una il·luminació negativa patrocinat per Apple Music va començar a aparèixer en boysdontcry.co, que semblava mostrar a Frank Ocean treballant en fusteria i esporàdicament jugant amb instrumentals en bucle. Encara no se sap si són cançons de l'àlbum. Aquest mateix dia, molts mitjans de comunicació van informar que el 5 d'agost de l'any 2016 podria arribar a ser la data de llançament per Boys Don't Cry.
El 18 i 19 d'agost, la transmissió en viu va ser acompanyada amb música i a la mitjanit un enllaç d'Apple Music va ser dirigit a un projecte anomenat Endless. Endless és pel que sembla un projecte diferent a Boys Don't Cry, que és el que possiblement Ocean va al·ludir quan va dir que hi havia "dues versions".
El 20 d'agost, Ocean va publicar el seu tercer àlbum d'estudi, Blonde.

## Talent artístic
La música de Ocean ha estat descrita per escriptors musicals com a eclèctica en estil. Les seves composicions solen ser midtempos, i compten amb melodies no convencionals que de tant en tant tenen una estructura de música experimental. Com és el cas de Pyramids en el seu disc Channel Orange, que dura 9.53 minuts. En les seves composicions, Ocean sol ser citat com un artista innovador i comparat amb compositors de R&B i Soul com Prince, Stevie Wonder, Marvin Gaye, Maxwell, Erykah Badu i, particularment, R. Kelly i la seva forma d'escriure melodies que es debaten entre la parla i la cançó.
Les composicions de Ocean @tratar temes d'amor, anhels, recels, i la nostàlgia. Certes cançons de Channel ORANGE al·ludeixen a l'experiència del Ocean amb un amor no correspost.
Ocean es descriu a si mateix com "un baríton, amb moments de tenor."

## Vida personal
En el seu aniversari el 2010, va canviar el seu nom a Christopher Francis Ocean. Es considera que el canvi està inspirat en la pel·lícula de 1960 Ocean's 11. No obstant, el canvi de nom estava en progrés, però el 23 d'abril de 2015, Ocean va canviar reeixidament el seu nom legal a Frank Ocean.
Ocean és obertament bisexual. El 4 de juliol de 2012, va publicar una carta oberta al seu blog de Tumblr descrivint els sentiments no corresposts que tenia cap a un altre jove quan tenia 19 anys, citant-lo com el seu primer amor veritable. Va utilitzar el seu blog per agrair-li per la seva influència i també va donar les gràcies a la seva mare i altres amics, manifestant-se "com un home lliure."
Beyoncé i Jay-Z van mostrar suport a Ocean després del seu anunci, i membres de la indústria d'hip-hop van respondre positivament a l'anunci. Tyler, The Creator també va tuitejar el seu suport cap a Ocean.
El 31 de desembre de 2012, Ocean va ser detingut al comtat de Mico, Califòrnia per excés de velocitat. En un registre els agents de policia van trobar uns quants grams de marihuana. Va ser citat per possessió i per conduir amb una llicència suspesa.
Ocean és cristià.
Recentment, Ocean va deixar fora dels Grammy els seus dos últims àlbums, Blonde i Endless, al no haver-los presentat al premi.

## Discografia

### Mixtapes
- Nostàlgia, Ultra (2011)

### Àlbums d'estudi
- Channel Orange (2012)
- Blonde (2016)

### Àlbums visuals
- Endless (2016)

## Premis Grammy
Els premis Grammy són atorgats anualment per l'Acadèmia Nacional d'Enregistrament d'Arts i Ciències dels Estats Units a l'excel·lència musical, i són considerats els premis més importants de la indústria de la música; l'equivalent als Premis Oscar del cinema, els Premis Emmy per a la televisió i els Premis Tony per al teatre. Ocean ha estat premiat amb dos guardons i ha estat nominat vuit vegades.
| Any  | Treball nominat                                  | Categoria                           | Resultat  |
| ---- | ------------------------------------------------ | ----------------------------------- | --------- |
| 2013 | Frank Ocean                                      | Millor Artista Nou                  | Nominat   |
| 2013 | "Thinkin Bout You"                               | Enregistrament de l'Any             | Nominat   |
| 2013 | Channel Orange                                   | Àlbum de l'Any                      | Nominat   |
| 2013 | Channel Orange                                   | Millor Àlbum Urbà Contemporani      | Guanyador |
| 2013 | "No Church in the Wild"(with Kanye West & Jay-Z) | Millor Col·laboració de Rap/Cantada | Guanyador |
| 2013 | "No Church in the Wild"(with Kanye West & Jay-Z) | Millor Video Musical                | Nominat   |
| 2014 | "New Slaves"                                     | Millor Cançó Rap                    | Nominat   |
| 2015 | Beyoncé (com a artista convidat)                 | Àlbum de l'Any                      | Nominat   |